# Scleria corymbosa
Scleria corymbosa là loài thực vật có hoa trong họ Cói. Loài này được Roxb. miêu tả khoa học đầu tiên năm 1832.